# Alessa Wichtel
María Alessandra Esparza Quiroga (Lima, 20 de mayo de 1994), conocida por su nombre artístico Alessa Wichtel, es una actriz y escritora peruana, que ha ganado notoriedad por haber protagonizado la película Sube a mi nube, interpretando a la presentadora Almendra Gomelsky, y por ser la autora del libro El salto de un valiente.

## Biografía
Nació el 20 de mayo de 1994 en la capital peruana Lima, bajo el nombre completo de María Alessandra Esparza Quiroga.[cita requerida] Proveniente de una familia de clase media alta, es la nieta adoptiva de Jósef Wichtel, soldado sobreviviente de la Segunda Guerra Mundial. Realizó sus estudios escolares en el Colegio Franklin Delano Roosevelt y años más tarde, se mudaría a Boston para estudiar la carrera de artes escénicas en el Emerson College. 
Comenzó su carrera artística a la edad de los cuatro años como actriz infantil.En el año 2003, participó en el elenco central de la teleserie Estos chikos de ahora.[cita requerida]
Pero fue hasta el año 2011 cuando se suma al reparto principal del musical Carmín y posteriormente, desarrolló una parte de su trayectoria artística en Estados Unidos.Durante esa época, comienza a utilizar el nombre artístico de Alessa Esparza.[cita requerida] En el año 2017, asume el protagónico de la serie web norteamericana Twenty, interpretando a Catalina, una joven lesbiana.
Al año siguiente, regresa a Perú para participar en la telenovela Torbellino, 20 años después bajo el papel de Julia Franco. Además, inició una etapa de colaboraciones con la productora local ProTV asumiendo el reparto del nuevo trama Te volveré a encontrar en 2020, interpretando a Lourdes Vacarezza.[cita requerida] En esa época, mantuvo una relación sentimental con el actor Stefano Salvini,con quién protagonizó la obra de teatro virtual No soy yo, eres tú en el año 2020 como Isabel. Adicionalmente, participó en la serie Los Vílchez en el papel de Wendy ese año.
Se incursiona en la literatura, lanzando su propio libro de cuentos bajo el nombre El salto de un valiente en el año 2022 y se presentó en el Museo Judío en compañía de la presentadora televisiva Maritere Braschi. Seguidamente, lanzó su canción «Y llegaste tú»[cita requerida] y volvió a trabajar con Salvini protagonizando la serie de televisión web Voices en el año 2021 en el papel de Eva, quién sería una joven española que inicia una relación con el protagonista Thiago Brown y participó en el montaje peruano Zoocosis como Sarda en 2018.
A partir de 2024, cambia su nombre artístico al de  Alessa Wichtel, manteniendo el apócope de su nombre real y agregando el apellido de su padre adoptivo Eduardo Wichtel. En ese año, fue anunciada para protagonizar la película Sube a mi nube, asumiendo el papel de la presentadora argentina Almendra Gomelsky, conductora del programa infantil Nubeluz.
Seguidamente, en ese año protagoniza la obra teatral Bajo tierra con Sebastián Stimman, bajo el papel de Sky y fue estrenada en el Teatro Barranco.

## Filmografía

### Televisión
| Año       | Título                      | Rol                         | Notas                           | Ref.             |
| --------- | --------------------------- | --------------------------- | ------------------------------- | ---------------- |
| 2003      | Estos chikos de ahora       |                             | Rol principal y elenco infantil | [cita requerida] |
| 2017      | Twenty                      | Catalina                    | Rol protagónico                 | [ 5 ]            |
| 2018      | Torbellino, 20 años después | Julia Franco                | Rol principal                   | [ 6 ]            |
| 2018-2019 | El último bastión           | Ana Luisa                   | Rol principal                   | [cita requerida] |
| 2020      | La rosa de Guadalupe Perú   | Samantha                    | Episodio: «Situación de riesgo» |                  |
| 2020      | Los Vílchez                 | Wendy                       | Rol antagónico reformado        | [ 10 ]           |
| 2020      | Te volveré a encontrar      | Lourdes Vacarezza del Valle | Rol principal                   | [cita requerida] |
| 2020-2021 | Princesas                   | Victoria Tucci «Vicky»      | Reparto principal               | [ 17 ]           |
| 2021      | Voices                      | Eva                         | Rol protagónico                 | [ 12 ]           |
| 2025      | Brujas                      | Victoria Tucci «Vicky»      | Reparto principal               |                  |
| 2025      | Nina de azúcar              | Renata Salaberrry           | Rol antagónico recurrente       |                  |

### Teatro
| Año  | Título             | Rol                              | Notas             | Ref.   |
| ---- | ------------------ | -------------------------------- | ----------------- | ------ |
| 2011 | Carmín, el musical | Una de los alumnos de un colegio | Rol secundario    | [ 4 ]  |
| 2018 | Zoocosis           | Sarda                            | Rol coprotagónico | [ 14 ] |
| 2020 | No soy yo, eres tú | Isabel                           | Rol protagónico   | [ 8 ]  |
| 2024 | Bajo tierra        | Sky                              | Rol protagónico   | [ 18 ] |

### Cine
- Sube a mi nube (2024), Almendra Gomelsky (protagonista).

## Literatura
- El salto de un valiente (Planeta, 2022)[2]